# Signore di Sipán

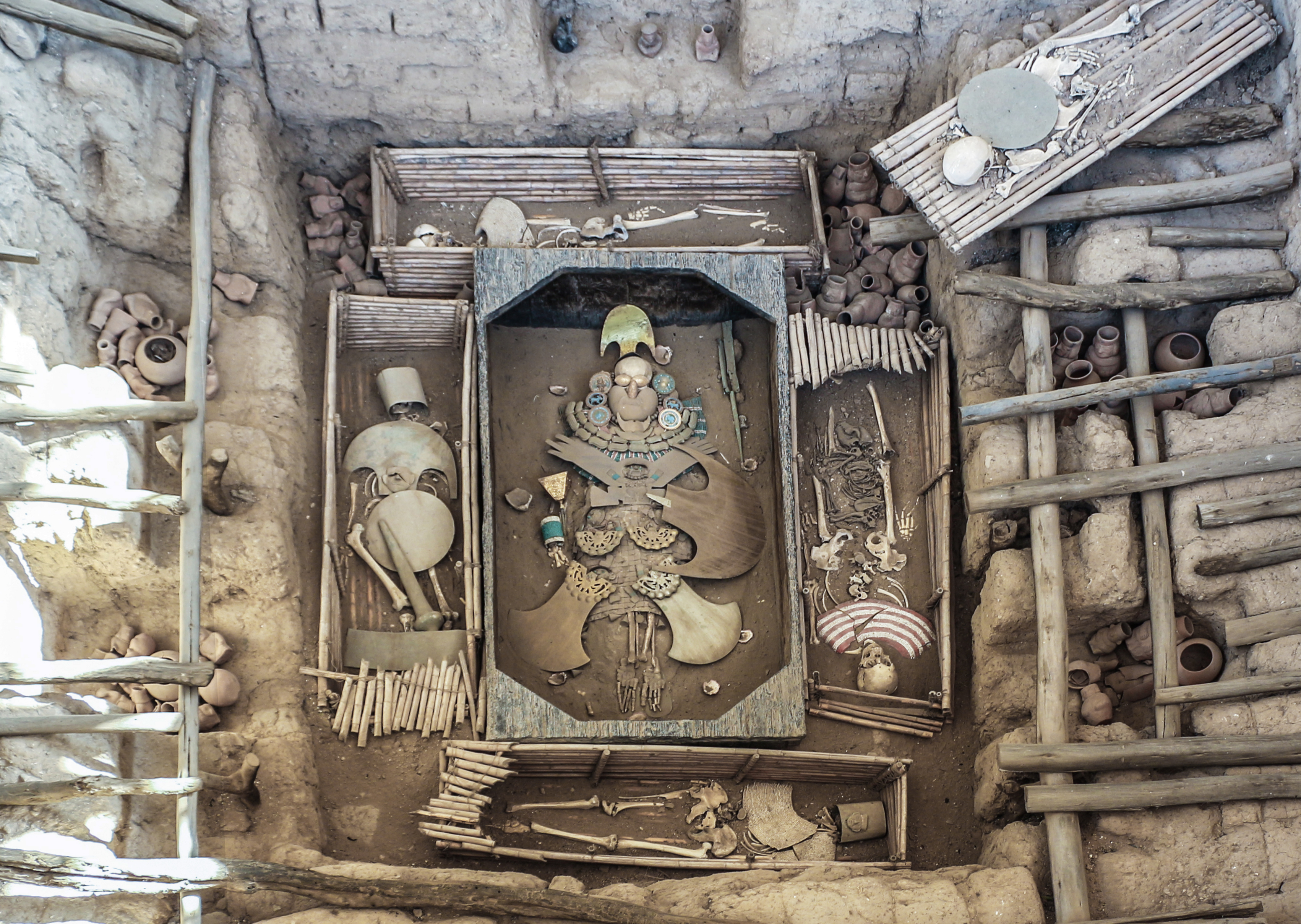
Tomba del Signore di Sipán insieme ai suoi guardiani (i cui piedi furono tagliati)

Il Signore di Sipán (in spagnolo: Señor de Sipán) fu un antico governante moche del III secolo, il cui dominio abbracciò il nord del Perù. L'archeologo peruviano Walter Alva, insieme alla sua squadra, scoprì la tomba del Signore di Sipán nel 1987. Il rinvenimento delle tombe reali del Signore di Sipán segnò una tappa importante nell'archeologia del continente americano perché, per la prima volta, fu rinvenuta intatta e senza tracce di saccheggio, una sepoltura reale di una civiltà peruviana anteriore agli Inca. La bara di legno che fu rinvenuta, fu la prima del suo tipo che fu trovata in America e rivelò la magnificenza e la maestosità dell'unico governante e guerriero dell'antico Perù fino alla data della sua scoperta, la cui vita trascorse intorno all'anno 250 dell'era attuale.

## Ubicazione
La sua scoperta si realizzò nel centro abitato di Sipán nel Chiclayo, frazione di Saltur e appartenente al distretto di Zaña; fece parte della cultura mochica che rendeva culto al dio Ai Apaec come divinità principale, sebbene adorassero anche il mare e la luna. Tuttavia la sua origine è ancora in discussione dato che lo storico giapponese Izumi Shimada le attribuisce una nuova origine, da un'altra cultura distinta da quella mochica; normalmente la si attribuisce alla cultura Lambayeque, sebbene molte persone confondano le due culture, essendo situate praticamente nella stessa zona (valle del fiume Moche). Queste culture si differenziano dalle altre culture peruviane coeve per la oreficeria, la classe e la raffinatezza dei lavori che realizzarono e per il culto del dio Naylamp.

## Rinvenimento

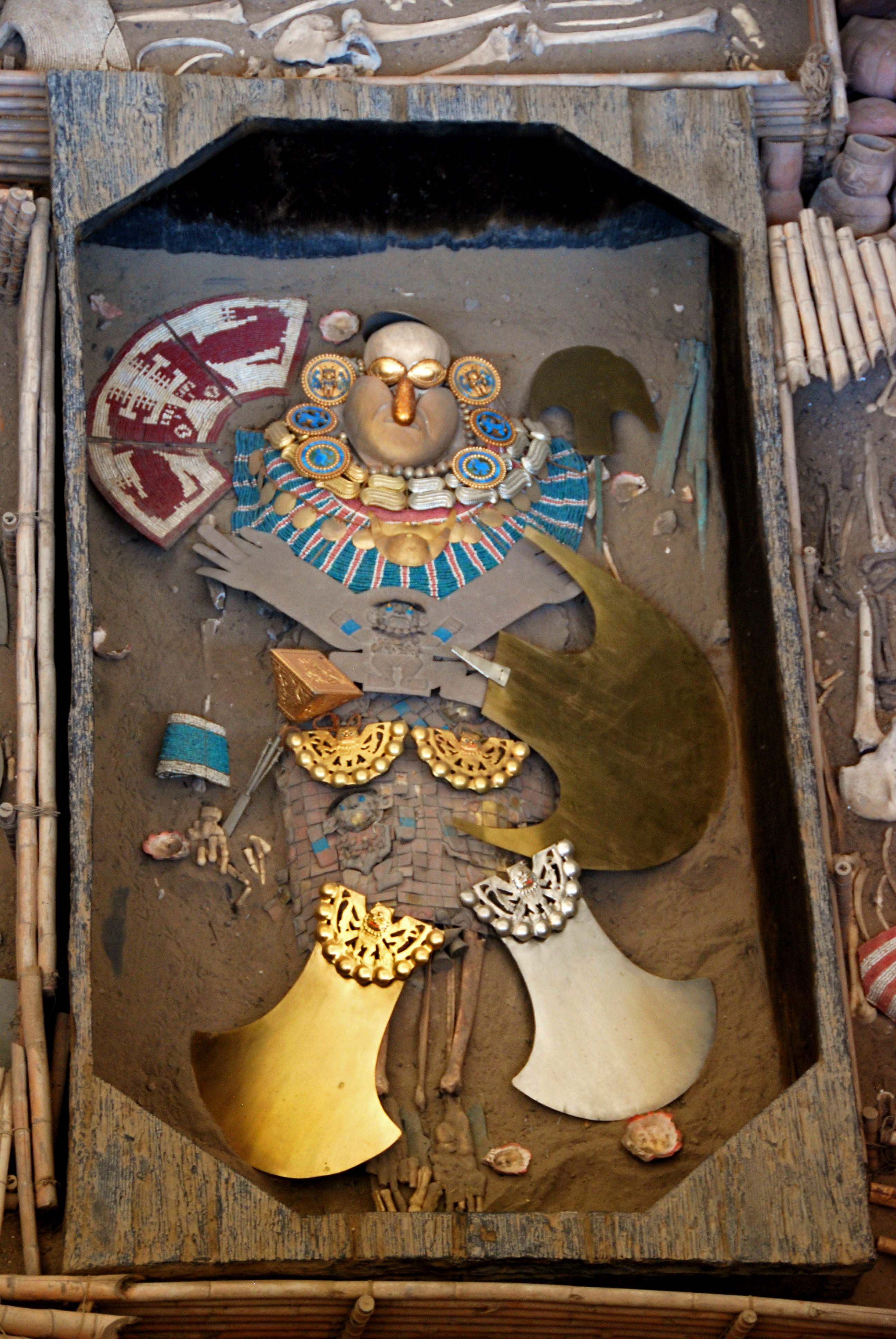
Tomba del Signore di Sipán

Fra i 600 oggetti recuperati nella tomba del Signore di Sipán spiccano l'abbigliamento, che misurava approssimativamente 1,67 m, le tre paia di orecchini d'oro o la collana formata da venti frutti di arachide, dei quali dieci sono lavorati in argento e gli altri dieci in oro, alludendo alla dualità presente nella cosmovisione mochica. Si tratta di un simbolo religioso degli dei principali, il Sole e la Luna, e fa riferimento alla visualizzazione di entrambi gli dei nel firmamento in un dato momento del giorno. Vale a dire, il perfetto equilibrio desiderato, secondo la mitologia mochica. L'arachide significava inoltre l'inizio, la rinascita.
Insieme a quelli del Signore di Sipán furono trovati i resti di altri otto individui, tre donne, quattro uomini e un bambino. Si crede che le donne possano essere state concubine,
mentre gli uomini sono stati identificati come un capo militare, una sentinella e un soldato, quest'ultimo con i piedi amputati. Furono inoltre rinvenuti resti di due lama e un cane. 

## Il sacerdote
Sotto la tomba del Signore di Sipán, furono trovate altre due tombe, quella del sacerdote e quella del Vecchio Signore di Sipán (Viejo Señor de Sipán)
In quella del sacerdote, furono rinvenuti pezzi che indicavano che fosse uno dei principali personaggi nella gerarchia religiosa della civiltà mochica. Questo sacerdote, in base alle analisi del DNA effettuate, fu contemporaneo del Signore di Sipán. Tra i pezzi che lo accompagnavano si distinguono, come simboli religiosi del sole e della luna, la coppa o la ciotola destinate ai sacrifici, una corona di rame bagnata in oro adornata con un gufo con le ali stese e altri elementi per il culto della luna e del sole. Nella valutazione di questi elementi, occorre ricordare che si trattava di uno stato teocratico.

## Il Vecchio Signore di Sipán
Tuttavia, in base alle stesse analisi del DNA, si è provato che, con quattro generazioni di differenza, il Vecchio Signore di Sipán era un antenato diretto dello stesso Signore di Sipán, per cui si potrebbe pensare a un'alta gerarchia ereditaria.

## DNA
Appoggiandosi agli esami del DNA e archeologici realizzati, si sono potute stabilire le caratteristiche del Signore di Sipán come il colore della pelle, il tipo di labbra, i capelli, gli occhi e altri tratti della sua fisionomia. Ugualmente, si è potuta stabilire la sua età, consentendo un'accurata ricostruzione facciale di questo personaggio. Il gruppo sanguigno era RH negativo, un tipo di sangue poco comune nell'area considerata.

## Museo

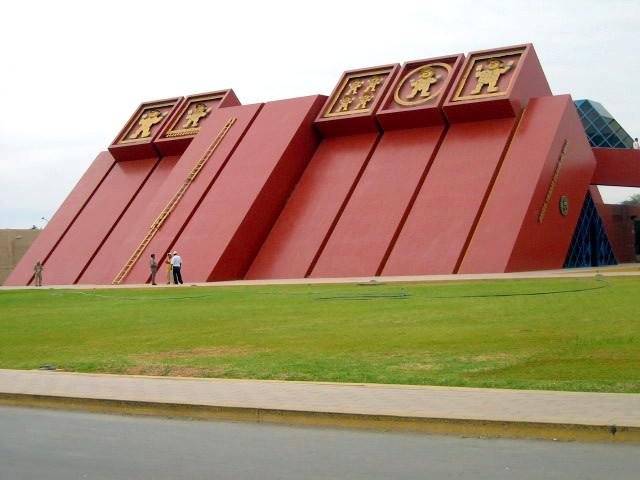
Museo delle Tombe Reali di Sipán.

Vista l'importanza del rinvenimento, Walter Alva diede impulso alla costruzione di un museo chiamato Tombe Reali di Sipán, che fu inaugurato nel 2002. È ubicato a Lambayeque, e si è ispirato alle antiche piramidi tronche della civiltà moche preispanica (dal I al VII secolo d.C.). Il museo custodisce più di duemila pezzi d'oro.
Ovviamente, la principale attrattiva è la tomba del Signore di Sipán, con i suoi accompagnatori e i loro rispettivi corredi funerari. In alcuni musei di Lima e nel Palazzo del governo vi sono luoghi dove si trovano alcuni vestiti, armi, ecc. del Signore di Sipán e perfino una forma non originale della sua tomba, come è organizzata e qual è la sua struttura.

## Il documentario
Nel 2008 il giornalista e cineasta José Manuel Novoa diresse un documentario sulla scoperta della tomba del Signore di Sipán, contando sull'appoggio dello stesso Walter Alva. Il documentario, prodotto da Explora Films, El Deseo e RBA Audiovisuales si considera uno dei documentari sull'archeologia più ambiziosi che si siano mai realizzato in Spagna. Inoltre, durante le riprese dello stesso, si scava la tomba numero n. 14 della piattaforma funeraria di Sipán, per cui lo spettatore è testimone di tutto il processo di scavo e disimballaggio di una mummia dell'epoca preincaica.